# Paulo Vinícius (football, 1984)
Pour les articles homonymes, voir Paulo Vinícius et Nascimento.
Paulo Vinícius de Souza Nascimento, né le 12 août 1984 à Cuiabá (Brésil), est un footballeur brésilien, qui évolue au poste de défenseur central.

## Biographie
Lors de la saison 2009/2010, il joue 30 matchs et inscrit 2 buts en Liga Sagres (1re division portugaise).

## Palmarès
- Liga Vitalis  (D2 portugaise) :
  - Vice-champion en 2009 (UD Leiria).
- Coupe de Chypre :
  - Champion en 2017.